# Beša (district de Michalovce)
Pour les articles homonymes, voir Beša.
Beša (hongrois : Bés) est un village de Slovaquie situé dans la région de Košice.

## Histoire
Première mention écrite du village en 1260.
La localité fut annexée par la Hongrie après le premier arbitrage de Vienne le 2 novembre 1938. En 1938, on comptait 679 habitants dont 26 d'origines juives. Elle faisait partie du district de Veľké Kapušany (hongrois : Nagykaposi járás). Le nom de la localité avant la Seconde Guerre mondiale était Beša/Bés. Durant la période 1938 - 1945, le nom hongrois Bés était d'usage. À la libération, la commune a été réintégrée dans la Tchécoslovaquie reconstituée.

## Démographie

### Évolution de la population
| Année:               | 1994. | 2004.   | 2014.   | 2024. |
| -------------------- | ----- | ------- | ------- | ----- |
| Nombre de personnes: | 393   | 372     | 363     | 363   |
| Différence:          |       | -5,34 % | -2,41 % | +0 %  |

| Année:               | 2023. | 2024.   |
| -------------------- | ----- | ------- |
| Nombre de personnes: | 362   | 363     |
| Différence:          |       | +0,27 % |

## Politique
| Nom          | Parti politique | Date de l'élection | Fin du mandat |
| ------------ | --------------- | ------------------ | ------------- |
| Viliam Titka | SMK-MKP         | 02.12.2006         | Déc. 2010     |